# DDR-Meisterschaft im Straßenrennen der Frauen 1974
Die DDR-Meisterschaft im Straßenrennen der Frauen 1974 fand am 6. Juli in Großstöbnitz im Landkreis Altenburger Land in Thüringen statt und wurde als Eintagesrennen ausgetragen.

## Strecke
Das Straßenradrennen führte über eine Strecke von 56 Kilometern, die mit vielen Anstiegen und Abfahrten versehen war.

## Rennverlauf
Die BSG Traktor Großstöbnitz hatte die Organisation der Meisterschaft vom Deutschen Radsport-Verband der DDR übernommen. Auf Initiative der späteren Siegerin bildete sich bereits kurz nach dem Start eine Spitzengruppe mit vier Fahrerinnen. Die Vorjahresmeisterin Uta Spott konnte die Spitze nicht mehr erreichen und verlor viel Zeit. Sylvia Will setzte sich im Finale alleine ab und gewann als Solistin. Lediglich neun Radrennfahrerinnen beendeten das Rennen.

## Ergebnis
|     | Fahrer         | Verein                      | Zeit (h)       |
| --- | -------------- | --------------------------- | -------------- |
| 01. | Sylvia Will    | BSG Elektrinik Gera         | 1:37:03        |
| 02. | Angelika Weber | BSG Lok Torgau              | + 0:05 Minuten |
| 03. | Karla Chella   | BSG Lok Eilenburg           | + 1:26 Minuten |
| 04. | Uta Spott      | BSG Lok Eilenburg           | + 7:52 Minuten |
| 05. | Iris Wünsche   | BSG Traktor Großstöbnitz    | gl. Zeit       |
| 06. | Eves Gürschke  | BSG Einheit Lok Leipzig-Ost | gl. Zeit       |
| 0 … |                |                             |                |

## Weblink
- DDR-Meisterschaft der Frauen im Straßenradsport in der Datenbank von Radsportseiten.com